# AS-300

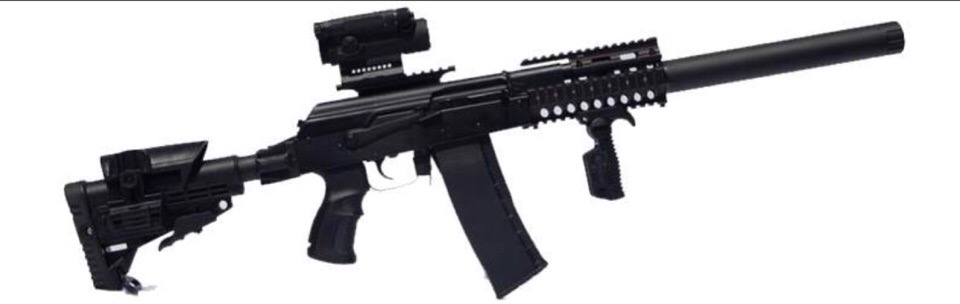

AS-300 — автомат производства армянской компании «Aspar Arms», разработанный в начале 2010-х годов, и принятый на вооружение Вооружённых сил Республики Армения.

## История
Представленный в Армении на военных командно-штабных учениях «Ардзаганк 2013» в октябре 2013 года автомат AS-300 предназначен для использования патронов 7,62×35 мм и имеет аналогичный глушитель. Штурмовая винтовка имеет коробчатый магазин на 30 патронов, оснащается прикладом иной конструкции и вертикальной передней рукояткой. Газоотводная автоматика обеспечивает темп стрельбы до 500 выстрелов в минуту. Ударно-спусковой механизм куркового типа, режим огня — одиночный и автоматический. В производстве AS-300 используется затворный механизм от автомата Калашникова, хотя устанавливается новый ствол, приклад и другие детали. По словам представителя «Aspar Arms», данное оружие предназначено для сил специального назначения, а не для общевойскового применения.
Также существует модернизированная версия данного автомата, именующаяся AS-300B, подробной информации про которой нет.

## Основные характеристики
- Масса: 3,65 кг.
- Длина: 785 мм.
- Калибр: 7,62×35 мм.
- Скорострельность: 500 выстр./мин.
- Начальная скорость полёта пули: 320 м/c.
- Прицельная дальность: 600 м.
- Вид боепитания: 30 патронов

## Страны-эксплуатанты
- Армения